# Râul Rebricea
Râul Rebricea este un curs de apă, afluent al râului Bârlad. 